# Аллилуев, Павел Сергеевич
Па́вел Серге́евич Аллилу́ев (родился в 1894 году, Российская империя — умер 2 ноября 1938 года, Москва, РСФСР, СССР) — советский военный деятель, участник гражданской войны в РСФСР (1917/18—22). Диввоенюрист. 
Шурин И. В. Сталина.

## Биография

Могила Аллилуева на Новодевичьем кладбище.

Павел Аллилуев родился в 1894 году в семье рабочего-революционера С. Я. Аллилуева и Ольги Евгеньевны (урождённой Федоренко, 1875—1951). Сёстры — Надежда (1901—1932) и Анна.
Участник Гражданской войны. В 1921 году участвует в боях против банд Антонова и Булак-Булаховича, В 1922 году против басмачей на Бухарском фронте. Один из создателей и руководителей Главного автобронетанкового управления РККА, заместитель начальника управления по политической части.
В начале 1920-х годов был участником экспедиции Николая Урванцева на Дальний Север, открывшей большие залежи руды на реке Норилке, где позже возник город Норильск.
Вернувшись из поездки, в 1925 году, окончил Военно-академические курсы высшего комсостава РККА.
В 1929—1932 годах работал в Берлине, осуществляя контроль качества самолётов и двигателей, закупаемых по секретным контрактам, заключенным между СССР и Германией. В Москву семья вернулась весной 1932 года.
Сотрудничал с ОГПУ, был знаком с чекистом А. М. Орловым, позже бежавшим за рубеж.
Летом 1938 года в числе других обратился к Сталину с предложением прекратить репрессии в РККА.
Умер от инфаркта на рабочем месте в своём кабинете 2 ноября 1938 года, на следующий день после возвращения с юга из санатория. Уже тогда подозревалось, что он был отравлен.
Похоронен в Москве на Новодевичьем кладбище (1 участок, 43 ряд, 30 могила), недалеко от могилы своей сестры Надежды, похороненной в 1932 году. На его могиле стоит памятник работы скульптора Сергея Меркурова с барельефом танка. В 1974 году рядом была похоронена жена Евгения Александровна.

## Семья
- Жена — Земляницына, Евгения Александровна[6] (1898—1974), арестована в 1947, освобождена в 1954. Во втором браке замужем за Николаем Владимировичем Молочниковым (1899—1978)[7][8], инженером-конструктором. Также был арестован в 1947 году.
- Дети:
  - Кира Политковская (2 июля 1919 — 20 августа 2009)[9], арестована в 1948[10]. Была в ссылке в Ивановской области. Вернулась в Москву в 1954 году. Работала на телевидении.
  - Сергей Аллилуев (16 апреля 1928 — 10 ноября 2017) — доктор физико-математических наук, профессор.
  - Александр Аллилуев (1931—2021), врач. 1-й брак (с 1952 г.) — Галина Степановна Данилова (г.р.1932), дочь — Евгения (г.р.1953). 2-й брак — Наталья Борисовна Кузьмина, дочь режиссёра Бориса Барнета и актрисы Елены Кузьминой, падчерица режиссёра Михаила Ромма. Сын — Михаил (1958—1986), внучка — Елена. 3-й брак — Ольга Викторовна Котельникова (г.р. 1941).

## Награды
- орден Красного Знамени
- орден Красной Звезды Бухарской НСР
- орден Красной Звезды (1936)
- Юбилейная медаль «XX лет Рабоче-Крестьянской Красной Армии» (1938)